# Petra Huber
Ne pas confondre avec Anke Huber et Liezel Huber, également joueuses de tennis.
Petra Huber (née le 15 février 1966) est une joueuse de tennis autrichienne, professionnelle dans les années 1980.
En 1984, elle a accédé au 4e tour de l'US Open (éliminée par Sylvia Hanika), sa meilleure performance en simple dans une épreuve du Grand Chelem.
Pendant sa carrière, elle a gagné trois titres sur le circuit WTA, dont un en simple à l'Open d'Espagne en 1986.

## Palmarès

### Titre en simple dames
| No | Date       | Nom et lieu du tournoi                          | Catégorie | Dotation | Surface      | Finaliste     | Score    |          |
| -- | ---------- | ----------------------------------------------- | --------- | -------- | ------------ | ------------- | -------- | -------- |
| 1  | 05-05-1986 | International Championships of Spain, Barcelone |           | 50 000 $ | Terre (ext.) | Laura Garrone | 7-6, 6-0 | Parcours |

### Finale en simple dames
| No | Date       | Nom et lieu du tournoi | Catégorie  | Dotation | Surface      | Vainqueure   | Score    |          |
| -- | ---------- | ---------------------- | ---------- | -------- | ------------ | ------------ | -------- | -------- |
| 1  | 02-04-1984 | USTA of Miami, Miami   | VS Tour C1 | 50 000 $ | Terre (ext.) | Laura Arraya | 6-3, 6-2 | Parcours |

### Titres en double dames
| No | Date       | Nom et lieu du tournoi     | Catégorie  | Dotation | Surface      | Partenaire     | Finalistes                        | Score    |          |
| -- | ---------- | -------------------------- | ---------- | -------- | ------------ | -------------- | --------------------------------- | -------- | -------- |
| 1  | 23-04-1984 | Taranto Tournament Tarente | VS Tour C1 | 50 000 $ | Terre (ext.) | Sabrina Goleš  | Elena Eliseenko Natasha Reva      | 6-3, 6-3 | Parcours |
| 2  | 14-07-1986 | Elektra Cup Brégence       |            | 50 000 $ | Terre (ext.) | Petra Keppeler | Sabrina Goleš Tine Scheuer-Larsen | 6-2, 6-4 | Parcours |

### Finales en double dames
| No | Date       | Nom et lieu du tournoi                         | Catégorie | Dotation | Surface      | Vainqueures                    | Partenaire     | Score         |          |
| -- | ---------- | ---------------------------------------------- | --------- | -------- | ------------ | ------------------------------ | -------------- | ------------- | -------- |
| 1  | 05-05-1986 | International Championships of Spain Barcelone |           | 50 000 $ | Terre (ext.) | Iva Budařová Catherine Tanvier | Petra Keppeler | 6-2, 6-1      | Parcours |
| 2  | 08-12-1986 | Brazilian Open São Paulo                       |           | 50 000 $ | Terre (ext.) | Neige Dias Pat Medrado         | Laura Arraya   | 4-6, 6-4, 7-6 | Parcours |

## Parcours en Grand Chelem

### En simple dames
| Année | Open d'Australie (janvier) | Open d'Australie (janvier) | Internationaux de France | Internationaux de France | Wimbledon       | Wimbledon  | US Open         | US Open          | Open d'Australie (décembre) | Open d'Australie (décembre) |
| ----- | -------------------------- | -------------------------- | ------------------------ | ------------------------ | --------------- | ---------- | --------------- | ---------------- | --------------------------- | --------------------------- |
| 1983  | n/a                        | n/a                        | -                        | -                        | -               | -          | 1er tour (1/64) | Kathleen Horvath | -                           | -                           |
| 1984  | n/a                        | n/a                        | 2e tour (1/32)           | Carling Bassett          | 1er tour (1/64) | Pam Casale | 4e tour (1/8)   | Sylvia Hanika    | -                           | -                           |
| 1985  | n/a                        | n/a                        | -                        | -                        | -               | -          | 2e tour (1/32)  | Elise Burgin     | -                           | -                           |
| 1986  | n/a                        | n/a                        | 2e tour (1/32)           | G. Sabatini              | 1er tour (1/64) | Pam Casale | 1er tour (1/64) | Betsy Nagelsen   | n/a                         | n/a                         |
| 1987  | -                          | -                          | 3e tour (1/16)           | M. Navrátilová           | -               | -          | 2e tour (1/32)  | Steffi Graf      | n/a                         | n/a                         |
| 1988  | -                          | -                          | 1er tour (1/64)          | Manuela Maleeva          | -               | -          | 1er tour (1/64) | Regina Kordová   | n/a                         | n/a                         |

À droite du résultat, l’ultime adversaire.

### En double dames
| Année | Open d'Australie (janvier) | Open d'Australie (janvier) | Internationaux de France      | Internationaux de France   | Wimbledon                     | Wimbledon              | US Open                       | US Open                     | Open d'Australie (décembre) | Open d'Australie (décembre) |
| ----- | -------------------------- | -------------------------- | ----------------------------- | -------------------------- | ----------------------------- | ---------------------- | ----------------------------- | --------------------------- | --------------------------- | --------------------------- |
| 1984  | n/a                        | n/a                        | 3e tour (1/8) Sabrina Goleš   | Kohde-Kilsch H. Mandlíková | 1er tour (1/32) Sabrina Goleš | B. Potter Sharon Walsh | 1er tour (1/32) Y. Brzáková   | L. Antonoplis Beverly Mould | -                           | -                           |
| 1985  | n/a                        | n/a                        | -                             | -                          | -                             | -                      | 1er tour (1/32) Kanellopoúlou | I. Demongeot N. Tauziat     | -                           | -                           |
| 1986  | n/a                        | n/a                        | 1er tour (1/32) P. Keppeler   | H. Mandlíková W. Turnbull  | -                             | -                      | 1er tour (1/32) Eva Krapl     | Sophie Amiach Diane Farrell | n/a                         | n/a                         |
| 1987  | -                          | -                          | 1er tour (1/32) Csilla Bartos | Mercedes Paz Eva Pfaff     | -                             | -                      | -                             | -                           | n/a                         | n/a                         |

Sous le résultat, la partenaire ; à droite, l’ultime équipe adverse.

### En double mixte
| Année | Open d'Australie (janvier), | Open d'Australie (janvier), | Internationaux de France      | Internationaux de France  | Wimbledon | Wimbledon | US Open | US Open | Open d'Australie (décembre), | Open d'Australie (décembre), |
| ----- | --------------------------- | --------------------------- | ----------------------------- | ------------------------- | --------- | --------- | ------- | ------- | ---------------------------- | ---------------------------- |
| 1984  | n/a                         | n/a                         | 2e tour (1/16) Pavel Složil   | E. Sayers S. Stewart      | -         | -         | -       | -       | n/a                          | n/a                          |
| 1986  | n/a                         | n/a                         | 1er tour (1/32) Tore Meinecke | Tine Scheuer M. Mortensen | -         | -         | -       | -       | n/a                          | n/a                          |

Sous le résultat, le partenaire ; à droite, l’ultime équipe adverse.

## Parcours aux Jeux olympiques

### En simple dames
| # | Date       | Nom de l'olympiade         | Surface    | Résultat        | Ultime adversaire | Score    |          |
| - | ---------- | -------------------------- | ---------- | --------------- | ----------------- | -------- | -------- |
| 1 | 06/08/1984 | Olympic Games, Los Angeles | Dur (ext.) | 1er tour (1/16) | Kathleen Horvath  | 6-3, 6-3 | Parcours |

## Parcours en Coupe de la Fédération
| #                                                                    | Date       | Lieu      | Surface                            | Gagnante(s)                     | Perdante(s)                  | Score          |          |
|                                                                      |            |           |                                    |                                 |                              |                |          |
| 1983 - 1er tour (groupe mondial) - Italie - Autriche - 2 : 1         |            |           |                                    |                                 |                              |                |          |
| 1                                                                    | 18/07/1983 | Zurich    | Terre (ext.)                       | Petra Huber                     | Sabina Simmonds              | 4-6, 6-1, 6-2  | Parcours |
| 1                                                                    | 18/07/1983 | Zurich    | Terre (ext.)                       | Sandra Cecchini Raffaella Reggi | Petra Huber Andrea Pesak     | 7-6, 2-6, 6-2  | Parcours |
|                                                                      |            |           |                                    |                                 |                              |                |          |
| 1984 - 1er tour (groupe mondial) - Espagne - Autriche - 0 : 3        |            |           |                                    |                                 |                              |                |          |
| 2                                                                    | 16/07/1984 | São Paulo | Terre (ext.)                       | Petra Huber                     | Beatriz Pellon               | 6-1, 6-7, 6-3  | Parcours |
| 2                                                                    | 16/07/1984 | São Paulo | Terre (ext.)                       | Petra Huber Judith Wiesner      | Ana Almansa Beatriz Pellon   | 6-4, 6-1       | Parcours |
|                                                                      |            |           |                                    |                                 |                              |                |          |
| 1984 - 2e tour (groupe mondial) - Autriche - Italie - 0 : 2          |            |           |                                    |                                 |                              |                |          |
| 3                                                                    | 16/07/1984 | São Paulo | Terre (ext.)                       | Raffaella Reggi                 | Petra Huber                  | 6-2, 5-7, 6-4  | Parcours |
|                                                                      |            |           |                                    |                                 |                              |                |          |
| 1985 - 1er tour (groupe mondial) - Japon - Autriche - 3 : 0          |            |           |                                    |                                 |                              |                |          |
| 4                                                                    | 08/10/1985 | Nagoya    | Dur (ext.)                         | Etsuko Inoue                    | Petra Huber                  | 7-5, 6-73, 6-2 | Parcours |
| 4                                                                    | 08/10/1985 | Nagoya    | Dur (ext.)                         | Etsuko Inoue Masako Yanagi      | Petra Huber Barbara Pollet   | 7-5, 6-2       | Parcours |
|                                                                      |            |           |                                    |                                 |                              |                |          |
| 1986 - 1er tour (groupe mondial) - Japon - Autriche - 1 : 2          |            |           |                                    |                                 |                              |                |          |
| 5                                                                    | 22/07/1986 | Prague    | Terre (ext.)                       | Petra Huber                     | Etsuko Inoue                 | 6-3, 6-4       | Parcours |
| 5                                                                    | 22/07/1986 | Prague    | Terre (ext.)                       | Etsuko Inoue Masako Yanagi      | Petra Huber Judith Wiesner   | 6-1, 2-6, 8-6  | Parcours |
|                                                                      |            |           |                                    |                                 |                              |                |          |
| 1986 - 2e tour (groupe mondial) - Autriche - Canada - 3 : 0          |            |           |                                    |                                 |                              |                |          |
| 6                                                                    | 22/07/1986 | Prague    | Terre (ext.)                       | Petra Huber                     | Carling Bassett              | 2-6, 6-3, 6-4  | Parcours |
| 6                                                                    | 22/07/1986 | Prague    | Terre (ext.)                       | Petra Huber Judith Wiesner      | Jill Hetherington Jane Young | 6-2, 7-65      | Parcours |
|                                                                      |            |           |                                    |                                 |                              |                |          |
| 1986 - 1/4 de finale (groupe mondial) - Argentine - Autriche - 3 : 0 |            |           |                                    |                                 |                              |                |          |
| 7                                                                    | 22/07/1986 | Prague    | Terre (ext.)                       | Gabriela Sabatini               | Petra Huber                  | 6-2, 5-7, 6-4  | Parcours |
| 7                                                                    | 22/07/1986 | Prague    | Terre (ext.)                       | Mercedes Paz Gabriela Sabatini  | Petra Huber Judith Wiesner   | 6-1, 6-3       | Parcours |
|                                                                      |            |           |                                    |                                 |                              |                |          |
| 1987 - 1er tour (groupe mondial) - France - Autriche - 3 : 0         |            |           |                                    |                                 |                              |                |          |
| 8                                                                    | 28/07/1987 | Vancouver |                                    | Isabelle Demongeot              | Petra Huber                  | 6-1, 6-4       | Parcours |
| 8                                                                    | 28/07/1987 | Vancouver | Isabelle Demongeot Catherine Suire | Petra Huber Judith Wiesner      | 1-6, 6-3, 6-1                |                | Parcours |

## Classements WTA

### Classements en simple en fin de saison
| Année | 1983 | 1984 | 1985 | 1986 | 1987 | 1988 | 1989 |
| Rang  | 92   | 48   | 73   | 63   | 84   | 179  | 444  |

Source : (en) « Classements de Petra Huber », sur le site officiel du WTA Tour

### Classements en double en fin de saison
| Année | 1986 | 1987 |
| Rang  | 68   | 252  |

Source : (en) « Classements de Petra Huber », sur le site officiel du WTA Tour